# Николаевка (Людиновский район)
Николаевка — деревня в Людиновском районе Калужской области России. Входит в состав сельского поселения «Деревня Манино».

## География
Деревня находится в юго-западной части Калужской области, в зоне хвойно-широколиственных лесов, на правом берегу реки Болвы, к востоку от автодороги 29К-004, на расстоянии примерно 16 километров (по прямой) к северо-западу от Людинова, административного центра района. Абсолютная высота — 197 метров над уровнем моря.

### Климат
Климат характеризуется как умеренно континентальный, с тёплым летом и умеренно морозной снежной зимой. Среднегодовая многолетняя температура воздуха составляет 4 — 4,6 °С. Средняя температура воздуха самого тёплого месяца (июля) — 18 °C (абсолютный максимум — 39 °C); самого холодного (января) — −10 — −8,9 °C (абсолютный минимум — −46 °C). Безморозный период длится в среднем 149 дней. Среднегодовое количество атмосферных осадков составляет 654 мм, из которых 441 мм выпадает в период с апреля по октябрь. Снежный покров держится в течение 139 дней.

### Часовой пояс
Деревня Николаевка, как и вся Калужская область, находится в часовой зоне МСК (московское время). Смещение применяемого времени относительно UTC составляет +3:00.

## Население
| 2002 | 2010 |
| ---- | ---- |
| 3    | ↘2   |

### Половой состав
По данным Всероссийской переписи населения 2010 года в гендерной структуре населения мужчины составляли 100 %.

### Национальный состав
Согласно результатам переписи 2002 года, в национальной структуре населения русские составляли 100 %.